# Le Secret
Le Secret é o primeiro EP da banda francesa Alcest, lançado em maio de 2005 pela Drakkar Productions.

## Lista de faixas
1. "Le Secret" – 14:33
2. "Élévation" – 12:46